# 高塘岛乡
高塘岛乡，是中华人民共和国浙江省宁波市象山县下辖的一个乡镇级行政单位。北靠石浦港，与石铺镇相望，东望鹤浦镇。滨临三门湾。全乡共由52个大小岛礁组成，陆地总面积52.8平方公里。辖有高塘岛和花岙岛。2000年人口20213人。境内西南有花岙兵营遗址和花岙石林。岛上萤石矿丰富。

## 历史
隋唐时岛上便有居民。明朝洪武十七年（1384年）为防倭寇被封禁，二十年（1387年）居民均被前往内地。清朝光绪元年（1875年）开禁，光绪六年（1880年），南田垦务局将乌岩、珠门、箬鱼、金高椅岛连为一体，名为龙泉塘岛，以箬鱼山龙泉塘得名。自此有居民自温州、台州等地迁入。后因塘田地势高，改称高塘。民国元年（1912年）属南田县，民国二十九年属三门县。
1949年10月26日为中华人民共和国所有，全境分为高塘乡、朱门乡及杏港乡三乡。1952年4月属象山县。1956年合并三乡置高塘乡。1984年因与镇海县高塘乡（现已撤销，现属北仑区新碶街道）同名，故更名为高塘岛乡。

## 行政区划
高塘岛乡下辖以下地区：
高塘街社区、江南村、江北村、龙珠村、金高椅村、孝贤湾村、杏八村、三五村、上江村、中江村、罗元村、珠门村、渔潭村、纱帽绿村、珠益村、余江村、花岙岛村、乌岩头村和林港村。